# Ghetto de Sfântu Gheorghe
Le ghetto de Sfântu Gheorghe fait partie des ghettos imposés par les nazis aux Juifs d'Europe occupée pendant la Seconde Guerre mondiale. Il se trouvait dans la ville de Sfântu Gheorghe (hongrois : Sepsiszentgyörgy), du județ de Mureș en Transylvanie ; ce territoire, aujourd'hui roumain, appartenait à l'époque au Royaume de Hongrie à l'issue du second arbitrage de Vienne, depuis 1940 jusqu'en 1944. Le ghetto était actif au printemps 1944, après l'opération Margarethe.

## Histoire
Le ghetto confine des Juifs de la ville de Sfântu Gheorghe ainsi que des villages alentour dans le comitat de Háromszék (Trei Scaune) et de la partie méridionale du comitat de Csík (Ciuc). Il compte 850 prisonniers. Le comité pour établir le ghetto est composé de personnalités influentes dans l'administration et la police locales, comme le préfet Gábor Szentiványi, Andor Barábas, István Vincze ; ils se coordonnent avec László Endre, assistant d'Adolf Eichmann, lors d'une conférence à Târgu Mureș.
La procédure pour emprisonner les Juifs au ghetto de Sfântu Gheorghe se déroule différemment de celles qui prévalent dans d'autres secteurs. Le 2 mai, la police demande aux Juifs de se présenter à six heures du matin au siège le lendemain, accompagnés de tous leurs proches. Un seul membre de chaque famille reçoit l'autorisation de revenir chez lui, sous la garde d'un policier, pour récupérer des biens essentiels. Après la convocation, les victimes sont transférées dans un bâtiment inachevé, dépourvu de portes et de fenêtres.
Les Juifs de Ciuc, y compris ceux de Miercurea-Ciuc, sont raflés sur les ordres du préfet Ernő Gaáli. Le commandement du ghetto est confié à un officier Schutzstaffel non identifié. Les conditions de vie qui prévalent au ghetto sont difficiles. Au bout d'une semaine, les prisonniers sont transférés au ghetto de Reghin.